# Kasuzuke

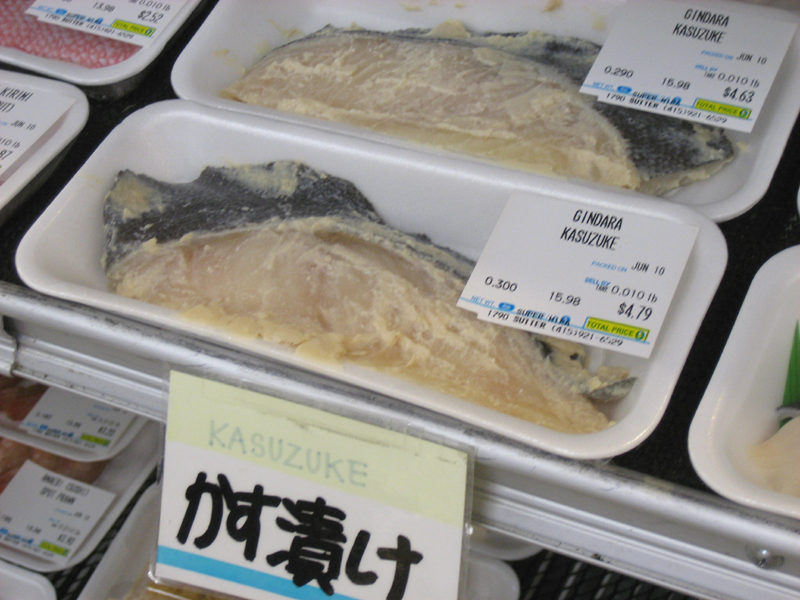
Kasuzuke de gindara (pez sable) en un mercado de San Francisco (EE. UU.).

El kasuzuke (粕漬け?), también kasu-zuke, es un tipo de encurtido japonés (principalmente pescado o verdura) que se elabora con sake kasu, una pasta blanquecina procedente de los posos del sake japonés (nihonshu).

## Historia y variantes
El kasuzuke se preparaba en la región de Kansai ya en el periodo Nara, hace unos 1200 años. El kasuzuke vegetal, conocido como shiru-kasu-zuke o narazuke se hacía originalmente con melón blanco, pero posteriormente también con pepino, berenjena, uri (pepino armenio) y melón. Era elaborado por monjes budistas y fue usado por los samuráis como alimento de guerra no perecedero. Durante el periodo Edo del siglo XVII, un comerciante de sake lo promocionó ampliamente. El plato se extendió por todo Japón y sigue siendo popular en la actualidad. Las zanahorias, las sandías y el jengibre también pueden encurtirse de esta forma.
Para hacer shiru-kasu-zuke la verdura se encurte en una mezcla de sake kasu (en pasta u hoja), mirin, azúcar y sal. Opcionalmente puede añadirse jengibre o cítricos. El periodo de encurtido va de uno a tres años, consumiéndose las versiones más jóvenes localmente en el verano y distribuyéndose las más antiguas, que se vuelven de color ámbar, como narazuke. Para hacer kasuzuke de pescado a veces se omite el azúcar, y puede añadirse sake, salsa de soja, pimienta negra y jengibre. Son pescados típicos el bacalao, el salmón, la palometa y el besugo rojo. El tiempo de encurtido va de uno a varios días.
El kasuzuke vegetal se come como encurtido, y es dulce y suave. El de pescado puede comerse crudo o a la parrilla sobre arroz. Su sabor es suave pero acre.